# Яблочный уксус (сериал)
«Яблочный уксус» (англ. Apple Cider Vinegar) — австралийский драматический мини-сериал с Кейтлин Дивер и Алишей Дебнем-Кэри в главных ролях. Сюжет сериала рассказывает о гуру велнеса Белль Гибсон и её подруге Милле, которые используют свои платформы, чтобы «лечить» людей. Гибсон заходит слишком далеко, одурачивая своих последователей и весь мир шокирующим диагнозом рака, который основан на лжи. Премьера состоялась 6 февраля 2025 года на Netflix. Сериал получил положительные отзывы критиков и зрителей.

## Сюжет
В первые дни существования социальных сетей Белль Гибсон вместе со своей подругой Миллой начинает работать над тем, чтобы «помогать» людям выздоравливать. Мир у её ног, Гибсон создаёт медиа-империю, мир наблюдает за ней и надеется, что её подход к лечению сработает, ничто не может остановить её, пока её мир не рушится вокруг неё.

## В ролях
- Кейтлин Дивер — Белль Гибсон
- Алиша Дебнем-Кэри — Милла Блейк
- Аиша Ди — Шанель
- Тильда Кобэм-Херви — Люси
- Марк Коулз Смит — муж Люси
- Эшли Цукерман — Клайв
- Сьюзи Портер — Тамара
- Мэтт Нейбл
- Данте Сурас
- Кэтрин МакКлементс
- Эсси Дэвис — Натали Даль-Белло
- Чай Хансен
- Ричард Дэвис
- Киран Дарси-Смит — Эндрю Дал-Белло
- Дорис Юнан — доктор Чидиак
- Сибилла Бадд — Тара Браун
- Джереми Стэнфорд — доктор Уолш

## Производство
15 декабря 2023 года стало известно, что сериал запущен в производство. Съёмки проходили в Мельбурне и его окрестностях при финансовой поддержке компаний Screen Australia и VicScreen.
19 ноября 2024 года был выпущен трейлер сериала.
Саманта Штраус написала сценарий совместно с Аней Байерсдорф и Анжелой Бетциен. Сюжет сериала вдохновлён книгой «Женщина, которая одурачила мир», написанной журналистами Бо Донелли и Ником Тоскано. Режиссёром всех эпизодов стал Джеффри Уокер, а исполнительными продюсерами — Лиз Уоттс, Хелен Грегори, Эмиль Шерман и Иэн Каннинг из компании See-Saw Films, Штраус и Луиза Гоф из компании Picking Scabs, а также Девер. Джеффри Уокер и Саймон Гиллис из See-Saw Films являются соисполнительными продюсерами. Ивонн Коллинз также стала продюсером сериала, а Либби Шарп из See-Saw Films — сопродюсером.